# ККД двигуна
ККД теплових двигунів — це співвідношення між загальною енергією, що міститься в паливі, і кількістю енергії, яка використовується для виконання корисної роботи. Існує дві класифікації теплових двигунів:
1. Двигуни внутрішнього згоряння (бензинові, дизельні та газотурбінні двигуни циклу Брейтона) та
2. Двигуни зовнішнього згоряння (паропоршневі, парова турбіна, двигун циклу Стірлінга).

Кожен із цих двигунів має унікальні характеристики термічної ефективності.
Ефективність двигуна, конструкція трансмісії та конструкція шин сприяють ефективності палива автомобіля.

## Математичне визначення
ККД двигуна визначається як відношення виконаної корисної роботи до виділеного тепла.
{\displaystyle \eta ={\frac {\mathrm {work\ done} }{\mathrm {heat\ absorbed} }}={\frac {Q_{1}-Q_{2}}{Q_{1}}}}
де, {\displaystyle Q_{1}} це тепло, що поглинається і {\displaystyle Q_{1}-Q_{2}} чи виконана робота.
Будь ласка, зверніть увагу, що термін «виконана робота» стосується потужності, що подається на зчеплення або на карданний вал.
Це означає, що тертя та інші втрати віднімаються від роботи, виконаної термодинамічним розширенням. Таким чином, двигун, який не виконує жодної роботи зовнішньому середовищу, має нульову ефективність.

## Ступінь стиснення
Ефективність двигунів внутрішнього згоряння залежить від кількох факторів, найважливішим із яких є коефіцієнт розширення. Для будь-якого теплового двигуна робота, яку можна вилучити з нього, пропорційна різниці між початковим і кінцевим тиском під час фази розширення. Отже, підвищення початкового тиску є ефективним способом збільшення витягуваної роботи (зменшення кінцевого тиску, як це робиться з паровими турбінами шляхом випуску у вакуум, також є ефективним).
Ступінь стиснення (розрахований суто на основі геометрії механічних частин) типового бензину (бензину) становить 10:1 (преміальне паливо) або 9:1 (звичайне паливо), а деякі двигуни досягають коефіцієнта 12:1 або більше. Чим більший коефіцієнт розширення, тим ефективніший двигун, в принципі, і вищий коефіцієнт стиснення/розширення. Звичайні двигуни в принципі потребують бензину з вищим октановим числом, хоча цей спрощений аналіз ускладнюється різницею між фактичним і геометричним коефіцієнтами стиснення. Високе октанове число гальмує тенденцію палива до майже миттєвого горіння (відоме як детонація або детонація) за умов високого стиснення/високого нагрівання. Однак у двигунах, які використовують стиснення, а не іскрове запалювання, за допомогою дуже високого ступеня стиснення (14–25:1), таких як дизельний двигун або двигун Бурка, високооктанове паливо не потрібне. Насправді низькооктанове паливо, яке зазвичай оцінюється за цетановим числом, є кращим у цих застосуваннях, оскільки воно легше запалюється під час стиснення.
В умовах часткової дросельної заслінки (тобто коли дросельна заслінка відкрита не повністю) ефективний ступінь стиснення менший, ніж коли двигун працює на повній дросельній заслінці, через той простий факт, що вхідна паливно-повітряна суміш обмежена і не може заповнитися камеру до повного атмосферного тиску. Ефективність двигуна менша, ніж коли двигун працює на повному газі. Одним із розв'язань цієї проблеми є перенесення навантаження в багатоциліндровому двигуні з деяких циліндрів (шляхом їх дезактивації) на решту циліндрів, щоб вони могли працювати під вищими індивідуальними навантаженнями та відповідно до вищих ефективних ступенів стиснення. Ця техніка відома як змінне зміщення.
Більшість бензинових (цикл Отто) і дизельних (цикл Дізеля) двигунів мають ступінь розширення, що дорівнює ступеню стиснення. Деякі двигуни, які використовують цикл Аткінсона або цикл Міллера, досягають підвищеної ефективності завдяки тому, що ступінь розширення перевищує ступінь стиснення.
Дизельні двигуни мають ступінь стиснення/розширення від 14:1 до 25:1. У цьому випадку загальне правило вищої ефективності від вищого стиснення не застосовується, оскільки дизелі зі ступенем стиснення понад 20:1 є дизелями з непрямим уприскуванням (на відміну від прямого впорскування). Вони використовують передкамеру, щоб забезпечити роботу з високими обертами, необхідну в автомобілях/легкових автомобілях і легких вантажівках. Теплові та газодинамічні втрати з передкамери призводять до того, що дизелі з прямим уприскуванням (попри їх нижчий коефіцієнт стиснення/розширення) є більш ефективними.

## Дивись також
- Питома витрата палива
- Питомий імпульс